# خنپ
خنپ (به هلندی: Gennep) یک شهرستان در هلند است که در لیمبورخ واقع شده‌است. خنپ ۱۳ متر بالاتر از سطح دریا واقع شده‌است.

## نگارخانه

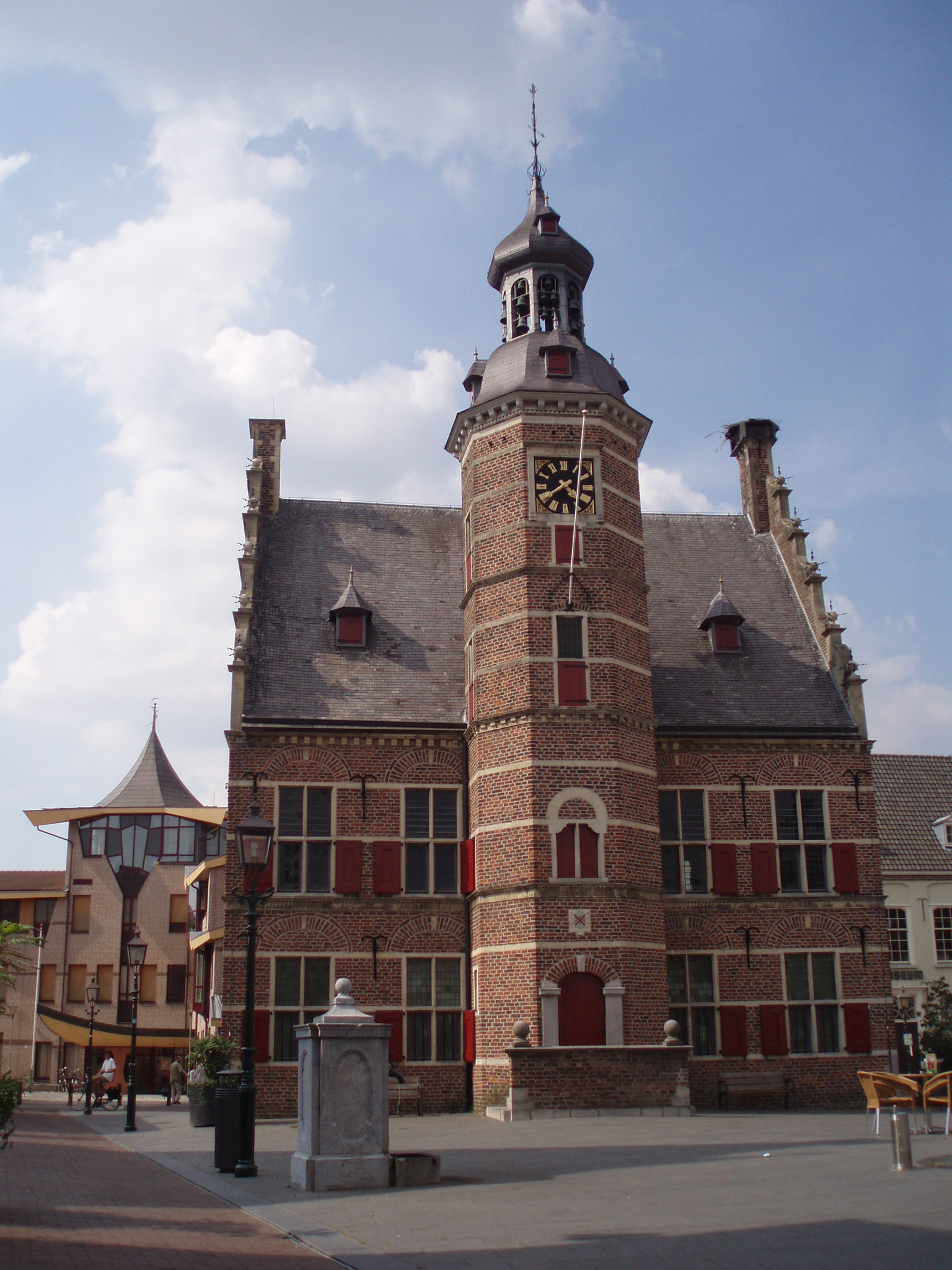
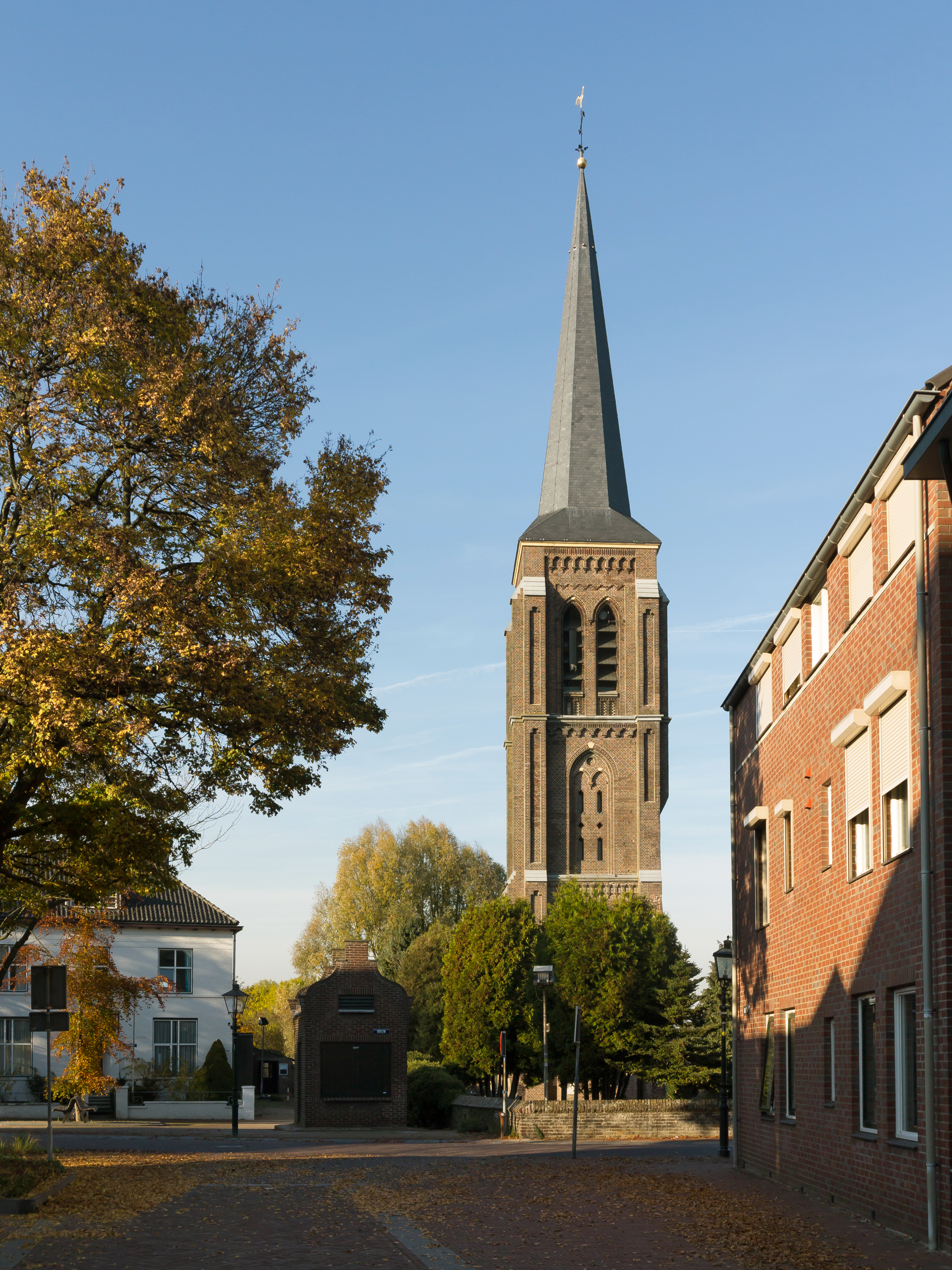
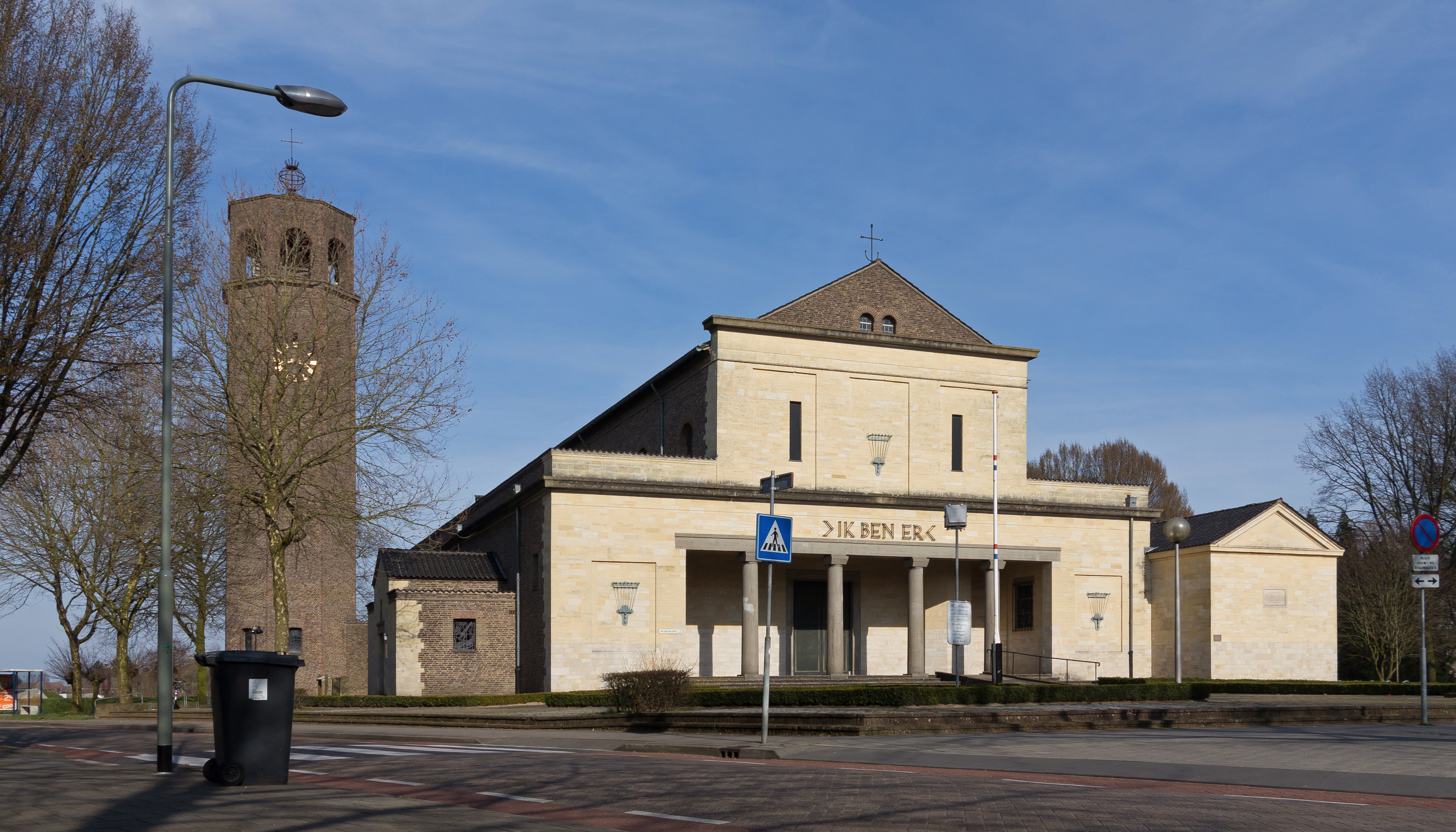

## جستارهایوابسته
- فهرست شهرهای هلند